# 战斗的道路
《战斗的道路》，阿尔巴尼亚的新阿尔巴尼亚电影制片厂于1974年出品的黑白故事片。上海电影译制厂1975年5月译制了该片，由杨成纯、于鼎、尚华、乔榛、刘广宁、毕克、伍经纬、胡庆汉、富润生、苏秀、童自荣、邱岳峰等配音。表现二战时农村游击队的反法西斯斗争，贯穿主线是识别假冒的卡南游击队，真假卡南的斗勇悬念迭宕，动人心魄。  